# Amtsgericht Bergen-Enkheim
Das Amtsgericht Bergen-Enkheim (bis 1936: Amtsgericht Bergen) war ein preußisches Amtsgericht mit Sitz in Bergen (Bergen-Enkheim).

## Vorgeschichte
In Kurhessen erfolgte 1821 die Trennung der Rechtsprechung von der Verwaltung und für die Rechtsprechung wurden Justizämter, darunter das Justizamt Bergen, eingerichtet. Es war dem Obergericht für die Provinz Hanau zugeordnet.

## Geschichte
Mit der Annexion Kurhessens durch Preußen 1866 wurden in der neuen Provinz Hessen-Nassau Amtsgerichte eingerichtet. Das Justizamt Bergen wurde entsprechend in das Amtsgericht Bergen umgewandelt. Es war dem Kreisgericht Hanau zugeordnet. Mit der Einführung der Reichsjustizgesetze entstanden 1879 reichsweit einheitlich Amtsgerichte. Das Amtsgericht Bergen behielt damit seinen Namen und erhielt die neuen Funktionen. Es war nun eines der 22 Amtsgerichte im Bezirk des Landgerichtes Hanau. Am Gericht bestand eine Richterstelle. Es war damit ein kleines Amtsgericht im Landgerichtsbezirk. Sein Gerichtsbezirk umfasste aus dem Landkreis Hanau die Gemeindebezirke Bergen, Berkersheim, Bischofsheim, Fechenheim, Gronau, Preungesheim und Seckbach und die Gutsbezirke Dottenfelder Hof und Gronauer Hof. Am 1. April 1886 gab das Amtsgericht Bergen drei Gemeinden an das Amtsgericht Bockenheim ab. Am 7. November 1936 wurde es zum Amtsgericht Bergen-Enkheim umbenannt. Im Zweiten Weltkrieg wurde das Gericht zum 15. Juni 1943 stillgelegt und sein Sprengel dem Amtsgericht Frankfurt am Main zugeordnet.